# Sarah Toscano
Sarah Toscano (Vigevano, 9 gennaio 2006) è una cantautrice italiana, vincitrice della ventitreesima edizione del talent show Amici di Maria De Filippi.

## Biografia

### Infanzia ed esordi
Cresciuta nel pavese insieme a sua sorella Giulia, imprenditrice a capo di una società diventata poi sua manager, e a suo fratello Lorenzo, è la terzogenita di Petra Polomsky, insegnante di tedesco originaria di Stoccarda, in Germania, e Marco Toscano, imprenditore nel settore dei pellami. All'età di quattro anni ha iniziato a studiare il pianoforte e negli anni successivi ha iniziato a partecipare e a vincere dei concorsi internazionali.
Appassionata di tennis fin da piccola, nel 2020 ha giocato nella serie C femminile, e nel 2023 ha deciso di abbandonare la carriera da tennista per dedicarsi a quella musicale. Ha frequentato il liceo linguistico "Vittorio Bachelet" di Abbiategrasso (MI), interrompendo gli studi al quinto anno per partecipare alla ventitreesima edizione del talent show Amici di Maria De Filippi.

### 2022: Area Sanremo eRiflesso
Dedita al canto e al karaoke, il padre ha deciso di farla sentire dal manager Andrea Dulio il quale, dopo averle fatto conoscere il produttore Pietro Foresti, l'ha portata in uno studio di registrazione e le ha fatto incidere i suoi primi brani. Nel 2022 è stata selezionata tra i venti finalisti della ventiseiesima edizione del concorso canoro Area Sanremo: pur non venendo selezionata come concorrente per il successivo concorso Sanremo Giovani, ha vinto la targa dedicata a Vittorio De Scalzi.
Il 21 ottobre 2022, durante la sua partecipazione ad Area Sanremo, è uscito il suo primo EP, Riflesso, contenente sei tracce e distribuito dall'etichetta Universal Music Italia, da cui è stato estratto il suo primo singolo ufficiale, 9 giugno, uscito proprio in tale data.

### 2023-2024: vittoria adAmici 23eSarah

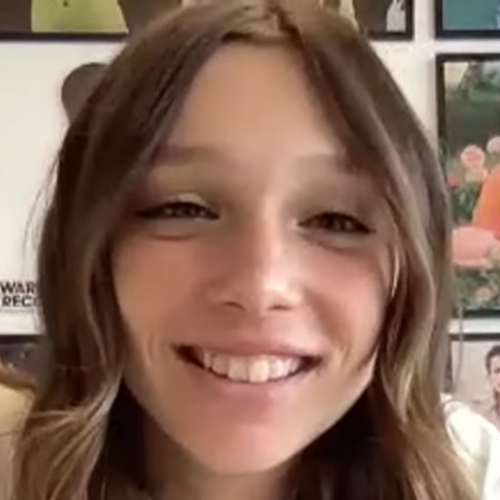
Sarah Toscano intervistata nel giugno 2024

Nel settembre 2023 ha partecipato ai provini della ventitreesima edizione del talent show musicale di Canale 5 Amici di Maria De Filippi, accedendo poi alla fase iniziale. Nel marzo 2024 ha ottenuto l'accesso alla fase serale del programma entrando a far parte della squadra capitanata dai professori Lorella Cuccarini ed Emanuel Lo e nel maggio seguente è arrivata in finale, uscendone vincitrice.
Nel corso del programma ha pubblicato – con il solo nome di "Sarah" – diversi brani inediti, tra cui Touché, Viole e violini, Mappamondo e Sexy magica, che successivamente sono stati racchiusi tutti e quattro nel suo secondo EP, Sarah, pubblicato il 17 maggio 2024 dall'etichetta Warner Music Italy, contenente anche i brani L'ultima volta e Voilà (versione live del brano omonimo della cantautrice francese Barbara Pravi). L'EP ha esordito alla dodicesima posizione della classifica FIMI Album, mentre il brano Sexy magica ha raggiunto l'83ª posizione della classifica Top Singoli, stilata dalla FIMI.
Dal 15 giugno al 28 agosto 2024 si è svolto da Roma a Monterosso al Mare (SP) il Sarah Live Summer 2024, il suo primo tour estivo. Nell'estate dello stesso anno si è esibita in diversi eventi musicali, tra cui il Future Hits Live, RDS Summer Festival, TIM Summer Hits, Battiti Live, 105 Summer Festival e Yoga Radio Bruno Estate. Il 16 luglio ha aperto il concerto dei Black Eyed Peas a Milano. Il 26 luglio ha pubblicato il singolo Roulette, incluso nella riedizione digitale del suo EP Sarah. Nel mese di agosto Apple Music l'ha indicata come l'artista Up Next Italia, iniziativa rivolta all'identificazione e alla valorizzazione dei talenti emergenti, celebrata il 12 settembre con l'esibizione presso l'anfiteatro in Piazza del Liberty (MI). Nel mese di settembre ha sfilato per la prima volta all'81ª Mostra internazionale d'arte cinematografica di Venezia, ai Billboard Italia Women in Music al teatro Manzoni e alla Milano Fashion Week, entrambi a Milano.
Il 29 settembre 2024, nel corso della prima puntata della ventiquattresima edizione di Amici, ha presentato in anteprima il suo nuovo singolo Tacchi (fra le dita), uscito il 4 ottobre seguente. Nel mese di novembre ha collaborato con il marchio d'abbigliamento Horda per lanciare sul mercato le sue felpe invernali firmate, accompagnate sul retro da una citazione del brano Tacchi (fra le dita). Il 22 novembre è uscita la sua prima collaborazione internazionale nel brano Safety Net della cantautrice britannica Bea and her Business (versione italiana dell'omonimo brano di quest'ultima, uscito il 13 settembre).

### 2025-presente: Festival di Sanremo 2025

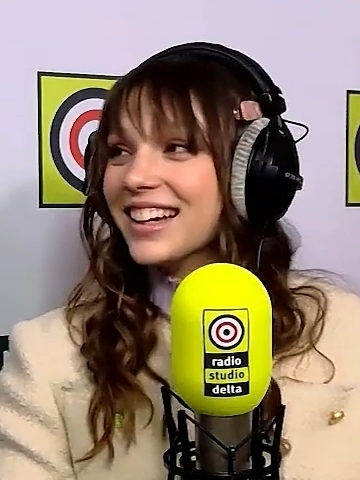
Sarah Toscano intervistata nel febbraio 2025

Nel febbraio 2025 ha partecipato per la prima volta in gara al 75º Festival di Sanremo con il brano Amarcord, classificatosi al diciassettesimo posto al termine della manifestazione. Il brano ha poi raggiunto la diciannovesima posizione della classifica Top Singoli e in seguito è stato certificato disco d'oro. Il 14 febbraio, nella quarta serata dedicata alle cover, ha duettato con il duo musicale francese Ofenbach cantando il brano Overdrive, classificatosi al quattordicesimo posto.
Nel mese di febbraio 2025 è diventata testimonial del marchio di moda Ragno e per la campagna pubblicitaria Ghd Chronos Max. Il 12 marzo è stata ospite al concerto degli Ofenbach a Milano. Il 16 marzo, insieme alla ballerina Marisol Castellanos, è tornata ad Amici per presentare Amici - Verso il serale, puntata speciale in cui ha raccontato la sua esperienza all'interno del talent ai concorrenti della ventiquattresima edizione, promossi alla fase serale del programma.
Nel mese di aprile 2025 la rivista Forbes Italia l'ha inserita tra gli under 30 italiani che avranno maggiore impatto nel futuro per la categoria intrattenimento. Il 25 aprile è uscito il singolo Perfect del cantautore Carl Brave, a cui ha collaborato e contenuto nella riedizione digitale dell'album Notti brave amarcord. Il 1º maggio gli artisti hanno eseguito il brano per la prima volta in live al Concerto del Primo Maggio in piazza San Giovanni in Laterano a Roma, mentre il mese successivo ha raggiunto la 62ª posizione della classifica Top Singoli. Il 18 maggio, nel corso della finale della ventiquattresima edizione di Amici, ha presentato in anteprima il suo nuovo singolo Taki, uscito il 23 maggio seguente, che ha esordito all'82ª posizione della classifica Top Singoli. Dal 6 giugno al 20 settembre si svolge il Sarah Toscano Summer tour 2025, la sua tournée estiva in ventiquattro date da Bologna a Castelguelfo (BO).

## Stile e influenze musicali

Firma di Sarah Toscano

Dedita alla musica fin da piccola, Sarah ha rivelato di essersi maggiormente ispirata al genere pop internazionale e ha citato diverse artiste, tra cui Ariana Grande, Avril Lavigne, Britney Spears, Demi Lovato, Dua Lipa, Katy Perry, Lady Gaga, Olivia Rodrigo, Rihanna, Sabrina Carpenter, Tate McRae e Taylor Swift. Ha anche citato artisti italiani, tra cui Annalisa, Chiara Galiazzo, Emma, Lucio Dalla, Mina, Tananai e Ultimo. I suoi lavori attingono dal genere pop e dance pop.

## Tournée
- 2024 – Sarah Live Summer 2024
- 2025 – Sarah Toscano Summer tour 2025

## Programmi televisivi
- Amici di Maria De Filippi 23 (Canale 5, 2023-2024) - concorrente, vincitrice
- Amici - Verso il serale (Canale 5, 2025) - co-conduttrice

## Partecipazioni a manifestazioni canore
- Area Sanremo
  - 2022 – Non selezionata per Sanremo Giovani
- Festival di Sanremo (Rai 1)
  - 2025 – 17º posto sezione "Campioni" con Amarcord

## Campagne pubblicitarie
- Ragno (2025)
- Ghd Chronos Max (2025)

## Riconoscimenti
- Amici di Maria De Filippi
  - 2024 – Vincitrice della ventitreesima edizione nella categoria "Canto"[110]
- Apple Music
  - 2024 – Inserimento nel portale dei talenti emergenti come artista Up Next Italia[59][60]
- Area Sanremo
  - 2022 – Targa Vittorio De Scalzi[23]
- Forbes Italia
  - 2025 – Inserimento tra gli under 30 italiani di maggiore impatto nel futuro nella categoria "Intrattenimento"[89][90]